# (7275) 1983 CY2
(7275) 1983 CY2 (1983 CY2, 1991 UR3) — астероїд головного поясу, відкритий 15 лютого 1983 року.
Тіссеранів параметр щодо Юпітера — 3,233.